# 来嘉谟
来嘉谟（?年—1607年），字莫言，號静觀，浙江承宣布政使司紹興府蕭山縣（今杭州市蕭山區）人。
讀書慕古，下筆千言。家貧，以教書為業，備極孝養，後以痺疾卧床第，輟舉子業，猶口吟手録，無間晝夜。雅意小學，于點畫形聲考據詳确。晚年次子来斯行中進士，方整装謁選，忽大書于壁曰：「六月炎天一點雪。」果以是年六月去世。所著有《敦倫寶鑑》、《曲水集》、《字學源流》若干卷。元配沈氏，封淑人。